# Tadeusz Burke
Tadeusz Jan Burke – właściwie Tadeusz Burka (ur. 27 listopada 1903 we Lwowie, zm. 3 stycznia 1983 w Katowicach) – tancerz, choreograf, pedagog.

## Życiorys
Był synem Franciszka (naczelnika wydziału w Dyrekcji Kolei we Lwowie) oraz Matyldy z d. Stein. Był bratem aktorki - Janiny Burke-Bieleckiej (ur. 5 VIII 1918 we Lwowie – zm. 4 V 1982 w Budapeszcie). Ukończył gimnazjum i szkołę baletową przy Teatrze Wielkim we Lwowie. W latach 1923–28 występował w zespole baletowym Opery Lwowskiej, potem kierował Szkołą Baletową Stanisława Faliszewskiego przy lwowskiej Operze. Po likwidacji opery lwowskiej., w 1931 pracował jako urzędnik na poczcie, a równocześnie prowadził amatorskie zespoły baletowe oraz kursy tańca dla młodzieży a także brał udział w przedstawieniach operowych organizowanych w latach trzydziestych przez Romana Wragę w wielu miastach prowincjonalnych. Lata II wojny światowej przeżył we Lwowie. Tutaj w latach 1939-41 był solistą Państwowego Ukraińskiego Teatru Opery i Baletu. W czasie okupacji niemieckiej pracował fizycznie. Od września 1944 powrócił do pracy w operze ukraińskiej na stanowisko tancerza-solisty.
W sierpniu 1945 przyjechał do Katowic z zespołem Polskiego Teatru Dramatycznego i na sezon 1945/46 został zaangażowany przez Bronisława Dąbrowskiego w charakterze choreografa Teatru Śląskiego współpracując również  z istniejącą przy tym teatrze Szkołą Dramatyczną. W Teatrze Śląskim opracował choreografię do sztuki Moja siostra i ja Hemara oraz Jak w bajce Krzemińskiego.
W grudniu 1945 został zaangażowany do Opery Katowickiej w Bytomiu w charakterze solisty baletu i asystenta baletmistrza. Adam Didur – kierujący tą Operą - powierzył mu organizację zespołu baletowego. Później pełnił tu funkcję kierownika baletu i choreografa. W Operze Śląskiej w Bytomiu pracował do 30 listopada 1968, kiedy przeszedł na emeryturę.
W Operze Śląskiej tańczył role:
- Satyra i Cerbera (Pan Twardowski Ludomira Różyckiego, 1948)
- Leśnego Bożka i Chłopca (Swantewit Piotra Perkowskiego, 1949)
- Stolnika i Gireja (Fontanna Bachczyseraju Borisa Asafjewa, 1951)
- Mistrza ceremonii (Kopciuszek Siergiej Prokofjewa, 1953)
- Sułtana (Szeherezada Nikołaja Rimskiego-Korsakowa, 1955)
- Pan Twardowski (Pan Twardowski L. Różyckiego, 1957)
- Kacpra (Królewski błazen Tomasza Kiesewettera, 1958)
- Doktora Sztalbauma (Dziadek do Orzechów Piotra Czajkowskiego, 1959)
- Ojca i Swata (Szurale Jarullina Fariol, 1960)
- Klaudiusza i Frolla (Esmeralda Cesare Pugni, 1961)
- Escalusa i Brata Laurentego (Romeo i Julia Siergiej Prokofjewa, 1962)
- Króla Zygmunta Starego (Stańczyk Tadeusza Gryglewskiego, 1964)[1].

Opracował choreografię m.in. do:
- Strasznego dworu Stanisława Moniuszki, 1952
- Bolesława Śmiałego L. Różyckiego, 1957
- Balu maskowego Giuseppe Verdiego, 1958
- Traviaty G. Verdiego, 1959
- Wesela Figara W. A. Mozarta, 1959
- Hrabina S. Moniuszki
- Mocy przeznaczenia G. Verdiego, 1961
- Otella G. Verdiego, 1964
- Don Juana Wolfganga Amadeusza Mozarta, 1964[1].

W 1952 był choreografem Zespołu Pieśni i Tańca Marynarki Wojennej w Gdyni. W 1957 uzyskał dyplom ukończenia wyższych studiów pedagogicznych w zakresie tańca. Uczył tańca klasycznego i charakterystycznego najpierw w Średniej Szkole Baletowej prowadzonej przez Tacjannę Wysocką w Sosnowcu a od 1959 w Średniej Szkole Baletowej w Bytomiu.
Jako choreograf współpracował z kilkoma teatrami dramatycznymi. W Teatrze Śląskim w Katowicach opracował choreografię m.in. do przedstawień:
- Dom lalki (Nora) (Henryka Ibsena), 1955
- Bal manekinów (Brunona Jasieńskiego, 1957
- Wesele Figara (W. A. Mozarta), 1958
- Kawaler z księżyca (Franciszka Bohomolca, 1961
- Wesele (Stanisława Wyspiańskiego), 1964
- Popas króla jegomości ( Adama Grzymały-Siedleckiego), 1965[1].

W Teatrze Ziemi Rzeszowskiej do Balu złodziejaszków Jean Anouilha, 1957. W Teatrze Zagłębia w Sosnowcu n.p. do Rzymskiej kurtyzany Marina Držića, 1958 oraz Henryka VI na łowach Wojciecha Bogusławskiego, 1965.
Jako choreograf współpracował też systematycznie z teatrami dramatycznymi, głównie Teatrem im. Wyspiańskiego w Katowicach, Teatrem Zagłębia w Sosnowcu oraz Teatrem Nowym w Zabrzu. Opracował m.in. Skalmierzanki (Jana Nepomucena Kamińskiego), Dwanaście krzeseł (Ilji Ilfa i Jewgienija Pietrowa), Dom Bernardy Alba (Federico Garcia Lorca), Fircyk w zalotach (Franciszka Zabłockiego). Współpracował także z Zespołem Pieśni i Tańca "Śląsk", a od 1980 do końca życia prowadził Zespół Pieśni i Tańca "Opole". Zespół zdobywał liczne nagrody w czasie występów w kraju i za granicą, m.in. w Holandii.
"Sztuka taneczna Tadeusza Burke – napisano w programie jubileuszowym Opery Śląskiej – opiera się na mocnym fundamencie tańca klasycznego, którego jest doskonałym znawcą. Na scenie daje postacie wytworne, szlachetne, wyraziste w rysunku dramatycznym, koncepcyjnie przemyślane i pogłębione (...) Położył on wielkie zasługi wokół rozwoju kultury tanecznej nie tylko w Operze Śląskiej, ale w ogóle w śląskim Zagłębiu Przemysłowym".